# Sardar Ayaz Sadiq
Sardar Ayaz Sadiq (em urdu:  سردار اياز صادق‎; 17 de outubro de 1954) é um político paquistanês. Em junho de 2013, Sadiq foi eleito o 19º presidente da Assembleia Nacional do Paquistão após a aposentadoria de Fahmida Mirza. Líder da Liga Muçulmana do Paquistão-N, ele é também membro da Assembleia Nacional desde 2002.

## Vida pessoal
Sadiq nasceu no dia 17 de outubro de 1954 em Lahore, filho de Sheikh Muhammad Sadiq e Attiya Sadiq. Ele pertence à família Arain de Kasur, Punjab. O mesmo completou seus estudos na Aitchison College. Imran Khan, Nisar Ali Khan, Pervaiz Khattak, Sardar Akhtar Mengal e Zulfiqar Ali Magsi estavam entre os seus colegas de classe quando Sadiq estava matriculado no colégio. Em uma entrevista, ele disse que era um aluno médio. O mesmo obteve o diploma em comércio do Hailey College of Punjab, em 1975.
Sadiq casou-se com Reema Ayaz em 1977 e tem uma filha e dois filhos. Ele é genro do ex-presidente da Suprema Corte de Lahore, Sardar Iqbal. Desde 1996, o mesmo tornou-se membro do Lahore Gymkhana Club. Sadiq é um empresário e teve contratos comerciais com as ferrovias do Paquistão. Ele, juntamente com membros de sua família, administra um hospital sem fins lucrativos, Sardar Trust Eye Hospital.

## Carreira
Sadiq começou sua carreira política como membro do Movimento Paquistanês pela Justiça (PTI) no final da década de 1990, quando era amigo íntimo do presidente do partido, Imran Khan. O mesmo candidatou-se pela PTI, do distrito eleitoral PP-121, a uma cadeira na Assembleia Provincial de Punjab nas eleições gerais de 1997, mas não conseguiu os 4.541 votos e perdeu o lugar para a Liga Muçulmana do Paquistão-N (PML-N). Sadiq deixou a PTI em 1998 devido a diferenças com Imran e se juntou ao PML-N em 2001.
Na eleição geral de 2002, ele foi eleito para a Assembleia Nacional do Paquistão pela primeira vez pelo PML-N do distrito eleitoral NA-122, derrotando Imran. O mesmo afirmou que "foi uma grande vitória como seu líder, Nawaz Sharif, no exílio e Pervez Musharraf, um assessor próximo de Imran Khan, naquele momento, no poder". Durante seu mandato como membro da Assembleia Nacional, ele permaneceu membro do Comitê de Estradas de Ferro da Assembleia. Na eleição geral de 2008, Sadiq foi reeleito pelo mesmo partido e distrito eleitoral. Durante seu mandato como membro da Assembleia Nacional, ele se tornou presidente do Comitê de Estradas de Ferro. Na eleição geral de 2013, o mesmo foi reeleito pela terceira vez, derrotando Imran Khan. Em junho de 2013, Sadiq foi eleito presidente da Assembleia Nacional do Paquistão.
Em 2015, Imran Khan alegou manipulação no distrito eleitoral de Sadiq, de onde Sadiq venceu as eleições de 2013. Seguindo a Comissão Eleitoral do Paquistão, Sadiq ordenou a re-pesquisa no distrito eleitoral. Em outubro de 2015, Sadiq manteve seu lugar ao derrotar o candidato da PTI em eleições parciais e foi reeleito para a Assembleia Nacional pela quarta vez. Em novembro de 2015, ele manteve sua posição como presidente da Assembleia Nacional ao ser reeleito e se tornou a primeira pessoa a ter sido eleita como Presidente da Assembleia Nacional pela segunda vez durante o mandato do mesmo governo no Paquistão.